# Omroepstichting ZuidWest
Omroepstichting ZuidWest, is de lokale omroep van de Gemeente Bergen op Zoom, Gemeente Roosendaal en de Gemeente Woensdrecht  en zendt uit via radio en televisie vanuit een studio in Bergen op Zoom. De omroep voert de merken ZuidWest FM, ZuidWest TV en ZuidWest Update.

## Omroep van het jaar
Tijdens de Lokale Media Awards 2022 werd ZuidWest uitgeroepen tot Omroep van het jaar. Volgens de vakjury verdiende de omroep deze titel vanwege uitstekende lokale journalistieke prestaties rondom belangrijke maatschappelijke thema’s, en de grote stappen die de organisatie zet in haar ontwikkeling.

## Samenwerking Ons West Brabant
In 2022 is ZuidWest een samenwerking aangegaan met Ons West Brabant. Aanvankelijk wisselden de omroepen middelen en content uit, maar sinds 14 mei 2023 wordt ZuidWest FM ook uitgezonden op de radiofrequentie 106.7 in Oudenbosch.